# القوات المسلحة المكسيكية
القوات المسلحة المكسيكية وهي القوات المسلحة الرسمية التي تحمي جمهورية المكسيك وتخضع لأمر رئيس جمهورية المكسيك وتتألف من القوات البرية المكسيكية ومن القوات الجوية المكسيكية ومن القوات البحرية المكسيكية ويبلغ تعداد القوات حوالي 3 ملايين جندي وجندية، من أبرز الحروب التي خاضتها المكسيك هي الحرب الأمريكية المكسيكية وحالياً تخوض حرب المكسيك على المخدرات.